# Soyo
Soyo (formálisan ismert: Santo António do Zaire) város Angolában, azon belül a Zaire provinciában fekszik, a Kongó folyó mentén.

## Korai történet
Soyo (régebbi írással Sonho és Sonyo) az egykori Kongói Királyság egyik tartománya volt, ami délen feküdt a Kongó folyó mellékfolyója, a Loze folyó mentén, ami körülbelül 100 km-re volt. Ez már egy olyan közigazgatási entitás volt, akinek az uralkodója elviselte a mwene címet, amikor is a portugálok 1482-ben megérkeztek. Az első olyan kongói uralkodó volt, akit a misszionáriusok megkereszteltek, és akik 1491-ben odamentek a Kongói Királyság uralkodójához.
Soyót a 16. században uralták jellemzően a királyi családok tagja, akiket feltehetően kineveztek a királyhoz és a kiszolgáláshoz, amit korlátozott ideig támogattak. Az uralkodót a portugálok idején Manuelként keresztelték meg, azért hogy az uralkodó nagybácsija legyen. Kongó elnevezésén belül megengedték a városnak, hogy a királyi szabály alatt hódítson meg más régiókat és terjessze őket. Így I. Nzinga a Nkuwu kormányozta Kongót, akit 1491-ben engedélyeztek, illetve Soyo bővítését az uralkodó keresztségét követően. Továbbá megengedték azt is, hogy több tengeralattjáró-tartományt, köztük Pambalát is, hogy irányítsa, a Kimi, a Tubii és a Lovata folyó mentén (egyebek között), tovább az atlanti tengerpartig.
Soyo Mpinda kikötője, ami a Kongó közeli torkolatánál helyezkedett el, az egykori Portugál Kongó fontos kikötője volt a 16. század kereskedelmében. Az elefántcsontot és rezet rabszolgákkal szállítottak a kikötőből. Az 1548-as királyi vizsgálat felfedte, hogy az a 4000 rabszolga minden évben megáll São Tomé szigetén, majd Brazíliában. 
Az 1590-es évek elején Miguelt megbecsülték, amikor II. Álvaro kongói király bemutatta a nemesség európai stíluscímeit. Álvarót azonban nem teljesen támogatták a nagyravágyás és a jelentős feszültség miatt, ami a város és Kongó között folyt, ami végül Miguel megismerésével végződött, néhány uralkodó által. 
Az újabb uralkodók által minden megváltozott, amikor is állandóra tették Soyo saját jelöltjeit, méghozzá Paulónak köszönhetően, aki II. Pedro kongói királlyal volt kapcsolatban 1626 és 1641 között. Gyakran játszott még kisebb szerepeket a polgárháborúkban, ami az 1620-as és 1630-as években sújtotta Kongót.

## Függetlenség
1641-ben II. Garcia kongói uralkodó felváltotta Paulót, és ellene volt az újonnan trónra emelt Garcia királyt, aki arra törekedett, hogy felváltsa őt. A megbecsült uralkodó ellenállt, miközben azt állította, hogy Soyo többi megbecsültjének joguk volt ahhoz, hogy kiválasszák saját nemes alárendelteiket a választáson keresztül. Garcia megpróbálta rávenni a várost, hogy ne vegyen részt a háborúban, de ez gyakori veszteséggel járt. Ez elsősorban a gyenge katonák miatt történt, a város erdősített területén Nfinda uralkodó megtámadta Ngula nevű uralkodót.
Ahogy a város még inkább független lett, úgy az uralkodók is elkezdték használni a hercegi címet, ami 17. század végétől a 18. század elejéig maradt meg. A városnak köze volt a kongói politikához, amit II. Garcia védett e politika Kimpanzu ágát. 
1670-ben a portugál kormányzó arra törekedett, hogy átvegye Kongót, majd hogy lerohanja Soyót, ennek következtében kialakult a polgárháború. Az első győzelem után a portugál erők miatt később bekövetkezett a kitombói háború, ami a főváros közelében volt. A győzelem napja 1670. október 18-a, ami egyben Szent Lukács napja is, fontos szabadságnak tekintik.

## Gazdaság
Soyo fontos szerepet tölt be a kőolaj-importálásban és a kutatásban is. Itt található még egy kikötő és egy repülőtér is. A kormány kőolaj-finomítót tervez a jövőben építeni a város környékén.

## Fordítás
- Ez a szócikk részben vagy egészben  a   Soyo című angol Wikipédia-szócikk fordításán alapul.  Az eredeti cikk szerkesztőit annak laptörténete sorolja fel. Ez a jelzés csupán a megfogalmazás eredetét és a szerzői jogokat jelzi, nem szolgál a cikkben szereplő információk forrásmegjelöléseként.